# Le Gua (Isère)
Pour les articles homonymes, voir Le Gua.
Le Gua [lə ɡa] est une commune française située dans le département de l'Isère, en région Auvergne-Rhône-Alpes.
Autrefois rattachée à la province du Dauphiné, la commune compte trois clochers distants de 4 km : Les Saillants du Gua au plus bas, le village de Prélenfrey au plus haut, et le village de Saint-Barthélémy à mi-chemin. Les hameaux des Amieux (les Petits Amieux et les Grands Amieux) se trouvent au-dessus du village des Saillants, tandis que le hameau de la Pierre, au-dessus de la fontaine ardente, est à mi-chemin entre Saint-Barthélémy et la commune de Miribel-Lanchâtre.
Les habitants des Saillants sont les Saillandous (féminin : Saillandounes), ceux de Prélenfrey les Palenchous (féminin Palenchounes)[réf. nécessaire].

## Géographie

### Situation et description

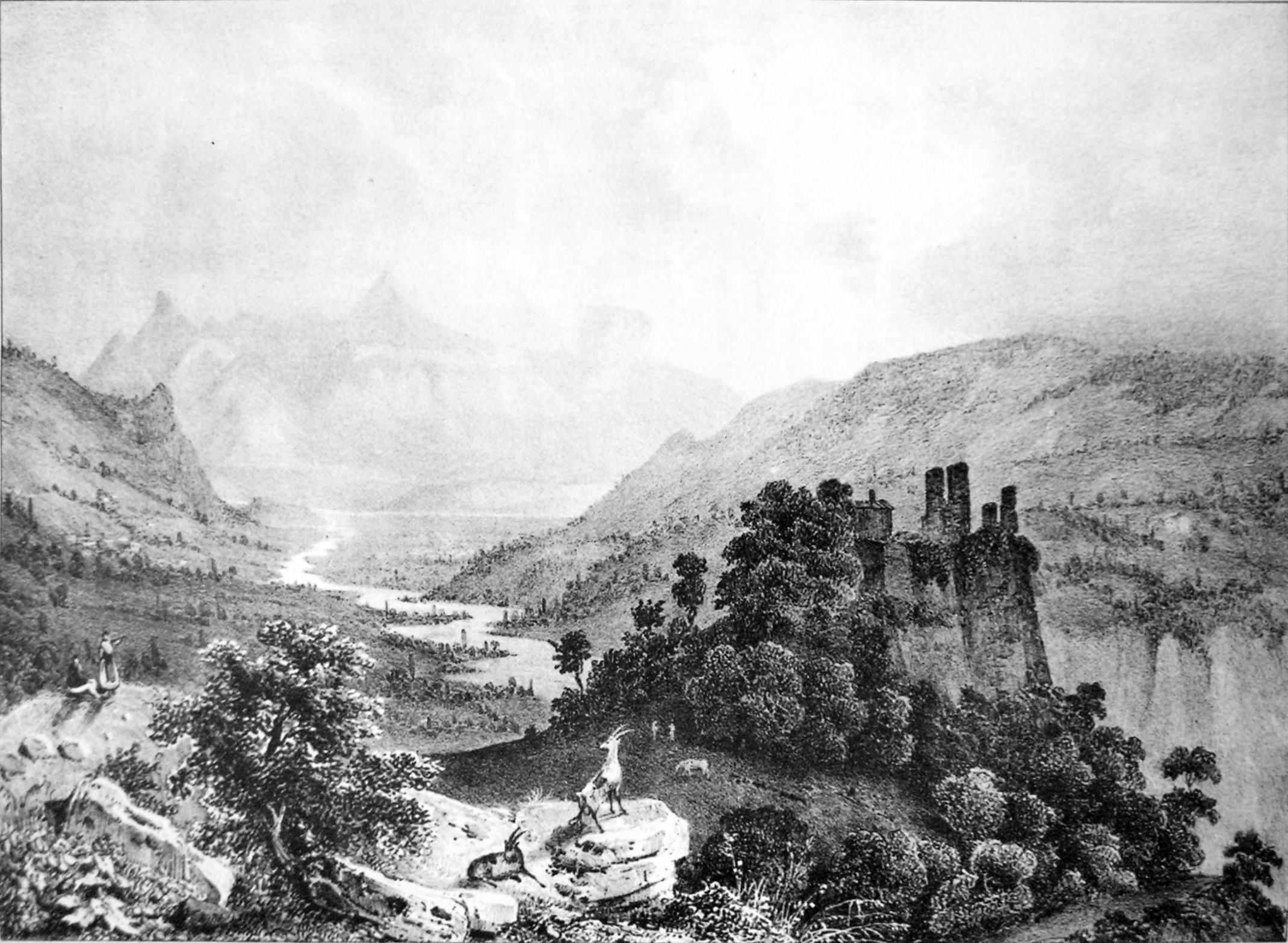
La vallée de la Gresse, aux environs de la fontaine ardente du Gua, au XIXe siècle, illustrée par Victor Cassien (1808 - 1893).

La commune, traversée par le 45e parallèle nord, est de ce fait située à égale distance du pôle Nord et de l'équateur terrestre (environ 5 000 km).
La commune se situe au sein de la vallée de la Gresse, et fait partie du Balcon Est du Vercors, dans le parc naturel régional homonyme.
Au-dessus du village des Saillants on peut apercevoir le Bec de l'Échaillon.
Le village de Prélenfrey est surplombé par le rocher de l'Éperrimont, appelé plus communément « l'Indien » de par sa forme lorsqu'on le regarde de profil. 
On peut aussi y admirer les Arêtes du Gerbier, qui s'étend alors des rochers dits des Deux Sœurs (Agathe et Sophie) en passant par le pas de l'Œille, le mont Gerbier puis le col Vert jusqu'au pic du Cornafion.
L'étagement de la commune permet de découvrir des paysages et des climats variés.

### Communes limitrophes
Les communes limitrophes du Gua sont Château-Bernard (jouxtant Prélenfrey avec le col de l'Arzelier), Miribel-Lanchâtre (jouxtant Saint-Barthélemy), Vif (jouxtant les Saillants), Villard-de-Lans, et Saint-Paul-de-Varces.
|                 | Saint-Paul-de-Varces | Vif                      |
| Villard-de-Lans | Gua                  | Saint-Martin-de-la-Cluze |
| Château-Bernard | Miribel-Lanchâtre    |                          |

### Climat
Pour des articles plus généraux, voir Climat d'Auvergne-Rhône-Alpes et Climat de l'Isère.
En 2010, le climat de la commune est de type climat océanique altéré, selon une étude du Centre national de la recherche scientifique s'appuyant sur une série de données couvrant la période 1971-2000. En 2020, Météo-France publie une typologie des climats de la France métropolitaine dans laquelle la commune est exposée à un climat de montagne ou de marges de montagne et est dans la région climatique Alpes du nord, caractérisée par une pluviométrie annuelle de 1 200 à 1 500 mm, irrégulièrement répartie en été.
Pour la période 1971-2000, la température annuelle moyenne est de 10,9 °C, avec une amplitude thermique annuelle de 18,7 °C. Le cumul annuel moyen de précipitations est de 1 013 mm, avec 9,5 jours de précipitations en janvier et 6,4 jours en juillet. Pour la période 1991-2020, la température moyenne annuelle observée sur la station météorologique de Météo-France la plus proche, « Villard-de-Lans », sur la commune de Villard-de-Lans à 9 km à vol d'oiseau, est de 8,0 °C et le cumul annuel moyen de précipitations est de 1 270,0 mm,. Pour l'avenir, les paramètres climatiques de la commune estimés pour 2050 selon différents scénarios d'émission de gaz à effet de serre sont consultables sur un site dédié publié par Météo-France en novembre 2022.

### Hydrographie
La partie orientale de la commune est traversée par le torrent de la Gresse.

### Voies de communication et transports
La commune est desservie par le réseau SEMITAG (transports de l'agglomération grenobloise), avec les lignes de bus 25, 26 et 44.

## Urbanisme

### Typologie
Au 1er janvier 2024, Le Gua est catégorisée petite ville, selon la nouvelle grille communale de densité à sept niveaux définie par l'Insee en 2022.
Elle appartient à l'unité urbaine de Vif, une agglomération intra-départementale regroupant deux  communes, dont elle est une commune de la banlieue,,. Par ailleurs la commune fait partie de l'aire d'attraction de Grenoble, dont elle est une commune de la couronne,. Cette aire, qui regroupe 204 communes, est catégorisée dans les aires de 700 000 habitants ou plus (hors Paris),.

### Occupation des sols
L'occupation des sols de la commune, telle qu'elle ressort de la base de données européenne d’occupation biophysique des sols Corine Land Cover (CLC), est marquée par l'importance des forêts et milieux semi-naturels (73,9 % en 2018), une proportion sensiblement équivalente à celle de 1990 (73,6 %). La répartition détaillée en 2018 est la suivante : 
forêts (62,8 %), prairies (11,9 %), zones agricoles hétérogènes (9,3 %), espaces ouverts, sans ou avec peu de végétation (5,7 %), milieux à végétation arbustive et/ou herbacée (5,4 %), zones urbanisées (3,4 %), terres arables (1,5 %). L'évolution de l’occupation des sols de la commune et de ses infrastructures peut être observée sur les différentes représentations cartographiques du territoire : la carte de Cassini (XVIIIe siècle), la carte d'état-major (1820-1866) et les cartes ou photos aériennes de l'IGN pour la période actuelle (1950 à aujourd'hui).

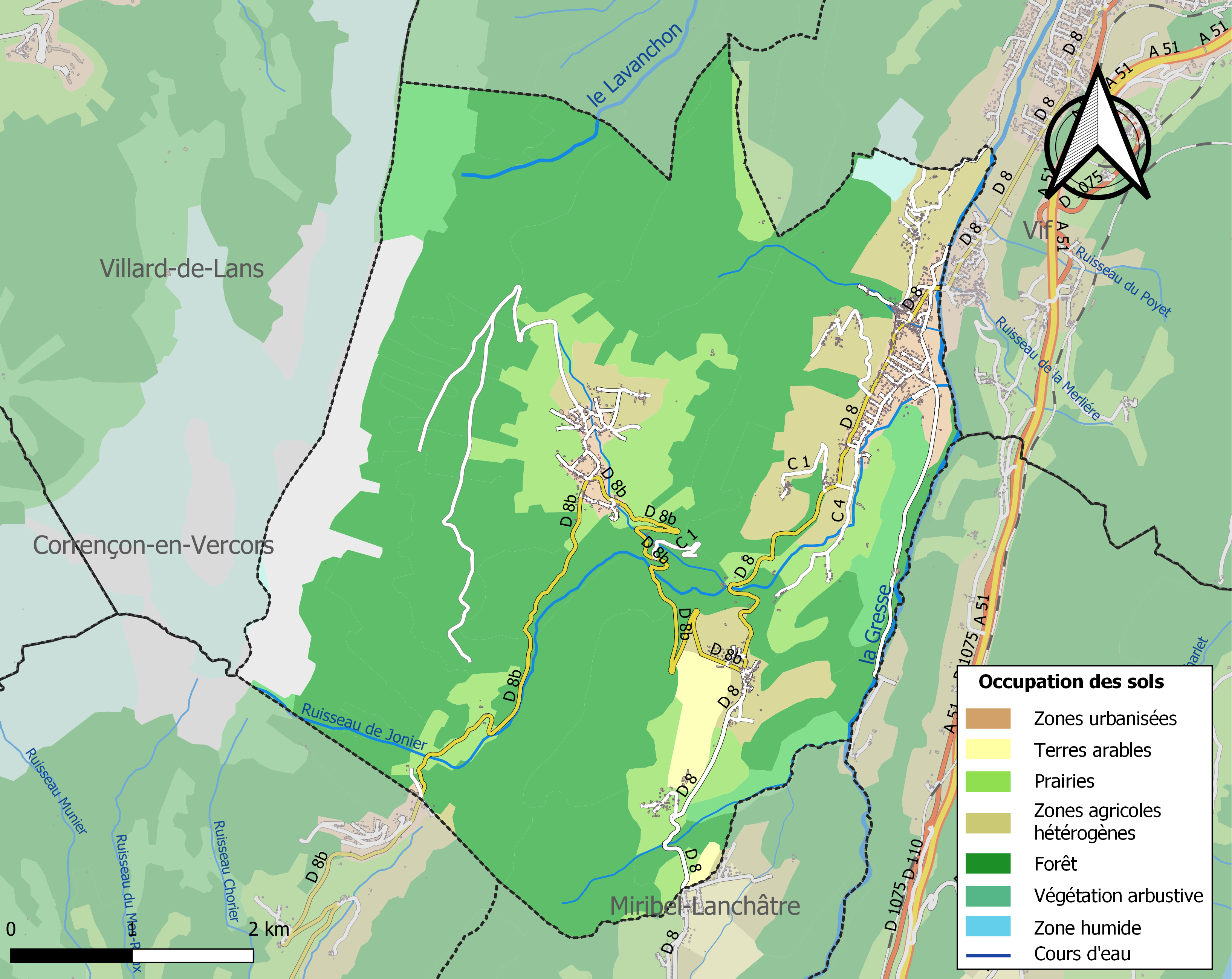
Carte des infrastructures et de l'occupation des sols de la commune en 2018 (CLC).

### Lieux-dits et écarts

#### Les Saillants du Gua
Avec plus de mille habitants, c'est le plus important des trois villages. Il a su garder des activités (commerces, un marché hebdomadaire, de nombreuses associations) et reste un village animé et accueillant.

#### Saint-Barthélemy

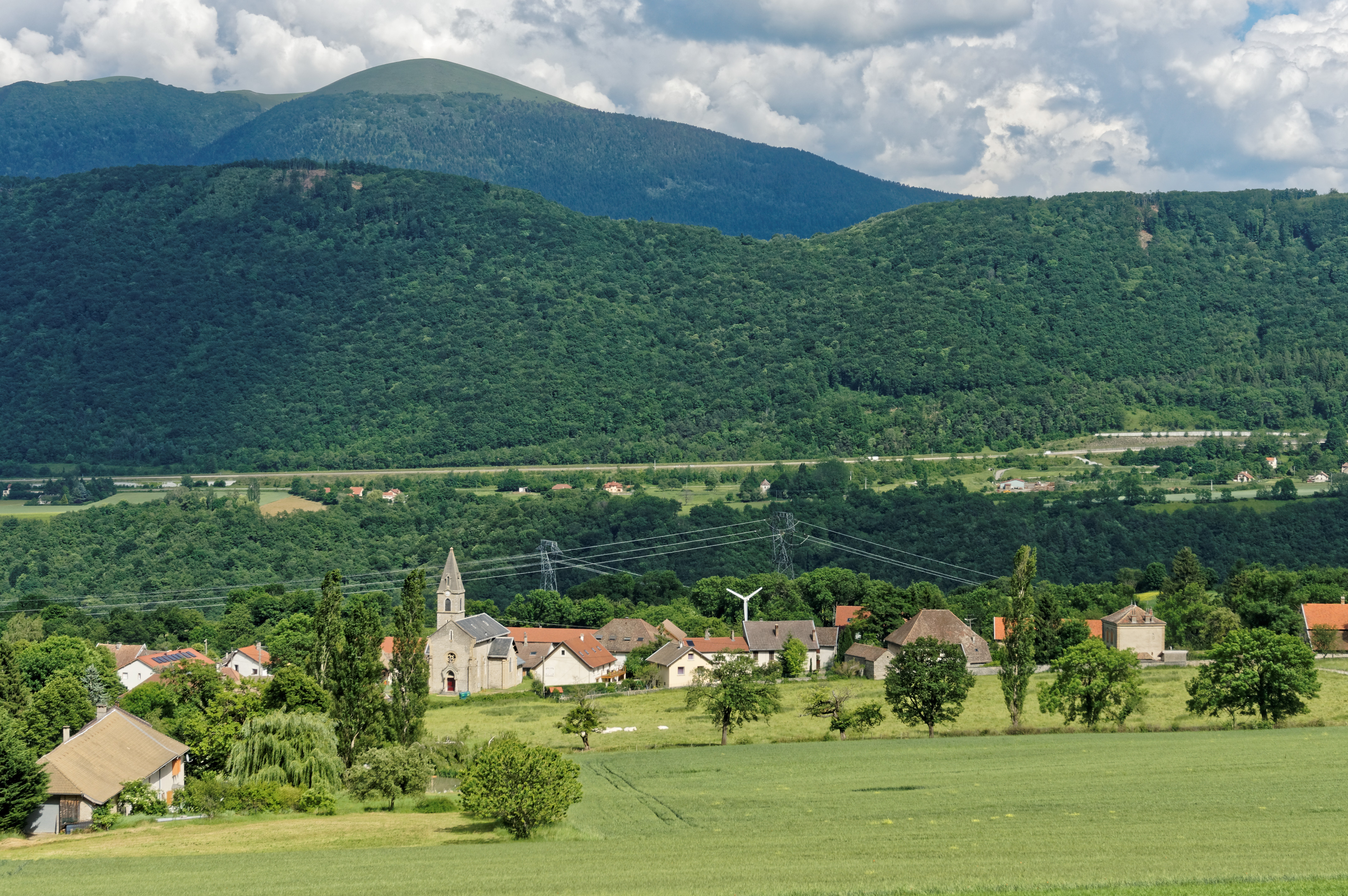
Le hameau de Saint-Barthélemy du Gua.

Ce village de moyenne montagne est situé à un carrefour dans la commune (entre Prelenfrey et les Saillants), mais aussi avec d'autres villages comme Miribel-Lanchâtre et le Trièves.

#### Prélenfrey
Le plus haut des trois villages est installé au pied des montagnes du Vercors, au milieu de prairies et de forêts. La proximité avec la nature et plus particulièrement avec la montagne, attire chaque année des promeneurs à pied, à vélo, à cheval ou même à ski lorsque l'enneigement le permet.
Les lieux-dits de Prélenfrey sont :
- Les Vincents,
- Balayère,
- Les Faure,
- Les Pissottes,
- Champ Devant,
- Le grand Essart.

### Risques naturels et technologiques

#### Risques sismiques
L'ensemble du territoire de la commune du Gua est situé en zone de sismicité no 4 (sur une échelle de 1 à 5), mais à proximité de la bordure occidentale de la zone no 3.
| Type de zone | Niveau            | Définitions (bâtiment à risque normal) |
| ------------ | ----------------- | -------------------------------------- |
| Zone 4       | Sismicité moyenne | accélération = 1,6 m/s2                |

## Toponymie
Gua ou ga constitue la variante en langue d'oc du français « gué ». Il faut se souvenir que, jusqu'au XIIIe siècle, les ponts étaient fort rares et que les gués revêtaient donc une importance considérable pour les communications. Ils constituaient, avec les bacs, les seuls moyens de faire franchir une rivière aux hommes et aux marchandises.

## Histoire

### Moyen Âge
Au Moyen Âge, Le Gua est le siège d'une seigneurie. L'enquête de 1339, signale au lieu-dit le Groin la présence d'une maison forte : « Hugo de comeriis domicellus de groyno » décrit comme : « quoddam molario forti et pulcro ». Il en reste des ruines.
Les seigneurs du Gua attirèrent la renommée sur leur blason gironné d'or et de gueules de huit pièces (dans ses mémoires Brantome fait l'éloge de Louis de Bérenger, surnommé le « brave du Gua », favori de Henri III).
Quand la Révolution éclate, M. de Bérenger est reconnu comme « un maître juste et bon », mais ce sont ses agents qui se montrent encore « avides et intraitables » avec les habitants du Gua, qui ont bien du mal à payer les rentes au seigneur. Le 11 août 1789, l'Assemblée nationale décide de liquider les arrérages au Gua. L'année suivante la première municipalité du Gua est formée.

### Époque contemporaine

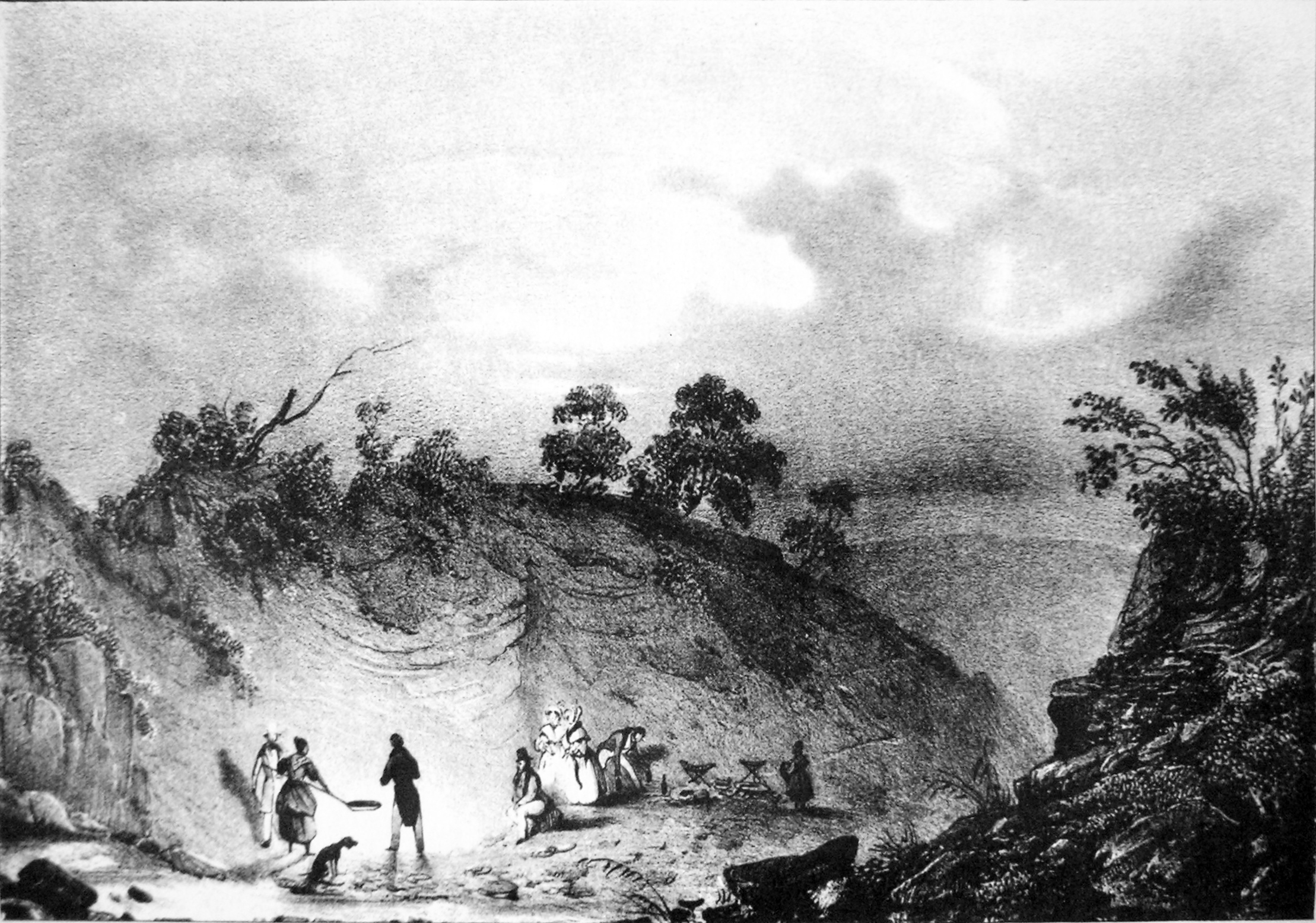
La fontaine ardente au XIXe siècle par Victor Cassien (1808 - 1893).

#### Industrie du ciment
Comme le reste de la vallée de la Gresse, Le Gua est touché dans la seconde moitié du XIXe siècle par la ruée vers l'or gris et le développement de l'industrie cimentière : entre les années 1850 et 1860, et parmi les principaux sites d'extraction, se trouvent ceux de la « Roche du Diable », près de Saint-Barthélémy, de Revolleyre au Gua, et du Rif-Collet, du Champa et de Champrond entre le Genevrey et les Saillants. La société Vicat, implantée au Genevrey-de-Vif depuis 1853, extrait en partie sur Champrond. Le site du Champa, lui, est exploité par la société Rostan et Berthelot dirigée par Anatole Berthelot, qui s'y installe dès 1882,. Républicain engagé, Berthelot devient maire du Gua en 1884, et se fait principal concurrent de Vicat jusqu'à l'absorption de son entreprise par celui-ci en 1920. Le 20 janvier 1894, une grève éclate parmi les ouvriers des cimenteries, qui réclament une meilleure rémunération : des piquets de grèves sont mis en place, mais Berthelot, inflexible, ne cède à aucune revendication et refuse de réintégrer les grévistes, qui sont obligés de quitter la vallée.
En 1907, une longue querelle à propos de l'appartenance du hameau du Champa, sur les contreforts d'Uriol, reprend. Cette « affaire de la section J » voit le Champa, possession de Vif et section J du cadastre, revendiqué par la commune du Gua, toujours sous la municipalité du cimentier Anatole Berthelot. Une pétition adressée au Préfet de l'Isère est alors faite par les habitants du Gua pour l'annexion et, après l'ouverture d'une enquête qui tranchera en leur faveur, le Champa reviendra au Gua en 1908, ajoutant 950 personnes au village.

#### Seconde Guerre mondiale
Durant la Seconde Guerre mondiale, les habitants de Prélenfrey ont sauvé tous les juifs qui s'y étaient cachés durant le conflit, en particulier au préventorium Les Tilleuls ouvert en 1936 par la famille Guidi. Hélène, Georges et André Guidi, ainsi que l'infirmière Annie Wahl, ont reçu la médaille des « Justes parmi les nations ». Le village entier a été également honoré de cette distinction.

## Politique et administration

### Liste des maires
| Période                                  | Période  | Identité              | Étiquette | Qualité         |
| ---------------------------------------- | -------- | --------------------- | --------- | --------------- |
| 1995                                     | 2001     | Alain Piccione        | SE        |                 |
| 2001                                     | 2020     | Christophe Mayoussier | DVG       | Agent technique |
| 2020                                     | En cours | Simon Farley          | SE        |                 |
| Les données manquantes sont à compléter. |          |                       |           |                 |

## Population et société

### Démographie
L'évolution du nombre d'habitants est connue à travers les recensements de la population effectués dans la commune depuis 1793. Pour les communes de moins de 10 000 habitants, une enquête de recensement portant sur toute la population est réalisée tous les cinq ans, les populations de référence des années intermédiaires étant quant à elles estimées par interpolation ou extrapolation. Pour la commune, le premier recensement exhaustif entrant dans le cadre du nouveau dispositif a été réalisé en 2007.

En 2022, la commune comptait 1 883 habitants, en évolution de +4,84 % par rapport à 2016 (Isère : +3,07 %, France hors Mayotte : +2,11 %).
| 1793 | 1800 | 1806 | 1821 | 1831 | 1836  | 1841  | 1846  | 1851  |
| ---- | ---- | ---- | ---- | ---- | ----- | ----- | ----- | ----- |
| 745  | 658  | 871  | 793  | 914  | 1 003 | 1 047 | 1 063 | 1 087 |

| 1856  | 1861  | 1866  | 1872  | 1876  | 1881  | 1886  | 1891  | 1896 |
| ----- | ----- | ----- | ----- | ----- | ----- | ----- | ----- | ---- |
| 1 042 | 1 004 | 1 103 | 1 046 | 1 146 | 1 159 | 1 200 | 1 142 | 990  |

| 1901  | 1906  | 1911  | 1921  | 1926  | 1931  | 1936  | 1946  | 1954  |
| ----- | ----- | ----- | ----- | ----- | ----- | ----- | ----- | ----- |
| 1 014 | 1 008 | 1 133 | 1 064 | 1 219 | 1 241 | 1 127 | 1 003 | 1 231 |

| 1962  | 1968  | 1975  | 1982  | 1990  | 1999  | 2006  | 2007  | 2012  |
| ----- | ----- | ----- | ----- | ----- | ----- | ----- | ----- | ----- |
| 1 234 | 1 120 | 1 135 | 1 315 | 1 505 | 1 713 | 1 837 | 1 855 | 1 839 |

| 2017  | 2022  | - | - | - | - | - | - | - |
| ----- | ----- | - | - | - | - | - | - | - |
| 1 779 | 1 883 | - | - | - | - | - | - | - |

### Enseignement
La commune est rattachée à l'académie de Grenoble.

### Médias
Historiquement, le quotidien à grand tirage régional Le Dauphiné libéré consacre, chaque jour, y compris le dimanche, dans son édition de Grenoble-Sud, un ou plusieurs articles à l'actualité de l'agglomération, du canton, quelquefois de la commune, ainsi que des informations sur les éventuelles manifestations locales, les travaux routiers, et autres événements divers à caractère local.

### Cultes
La communauté catholique du Gua fait partie de la paroisse catholique « Saint Loup » au sein du doyenné des « Montagnes du Sud »  du diocèse de Grenoble-Vienne.

## Économie
Chacun des trois villages répond différemment à son environnement en installant des activités diverses (tourisme, commerce, agriculture) et un habitat particulier.

## Culture locale et patrimoine

### Lieux et monuments

#### Patrimoine religieux
- église Saint-François-de-Salles, hameau des Saillants. La première partie de l'édifice date du XVIIe siècle[30].
- église Saint-Barthélémy, hameau de Saint-Barthélémy.
- église Saint-André, hameau de Prélenfrey.

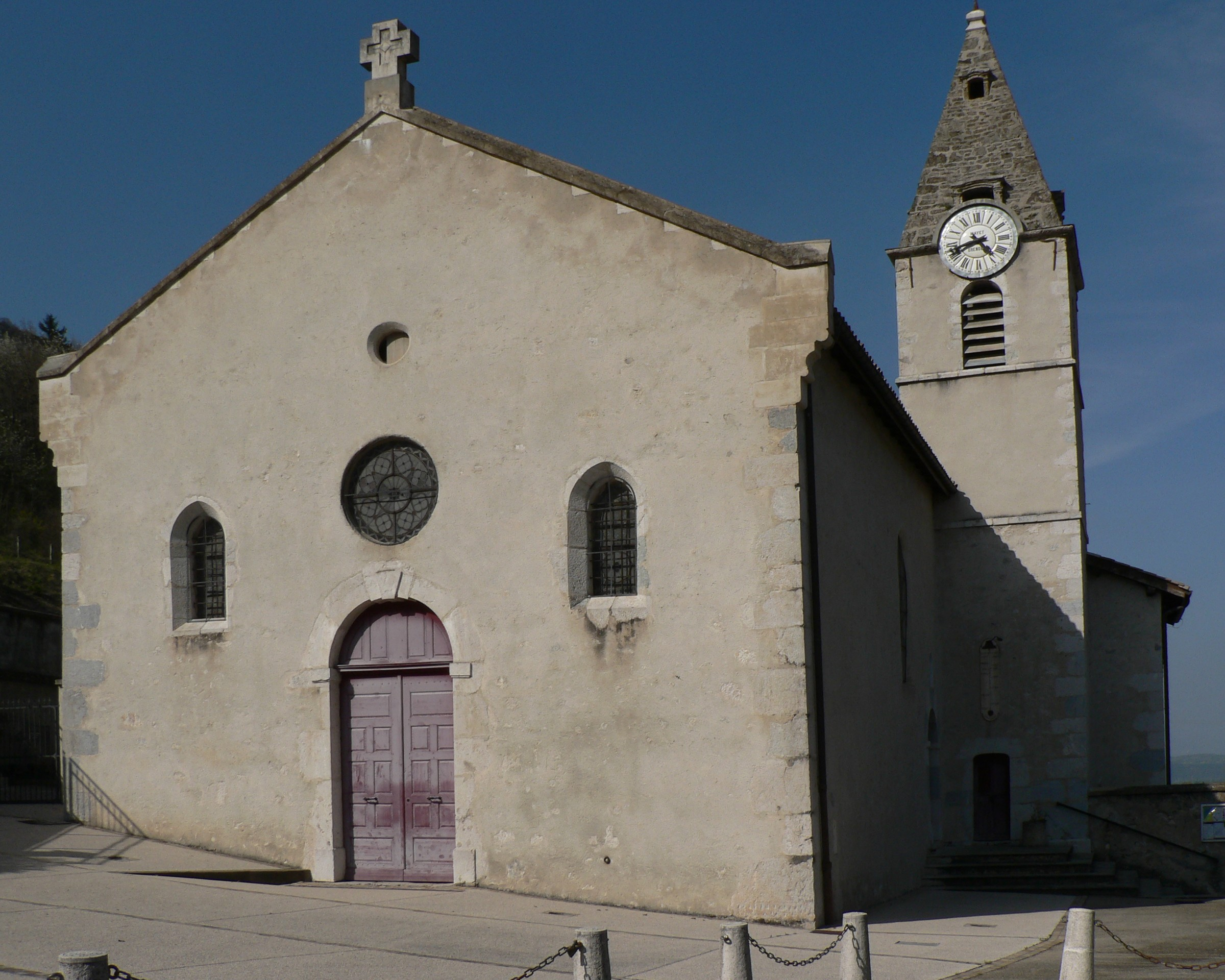
L'église Saint-François-de-Salles.
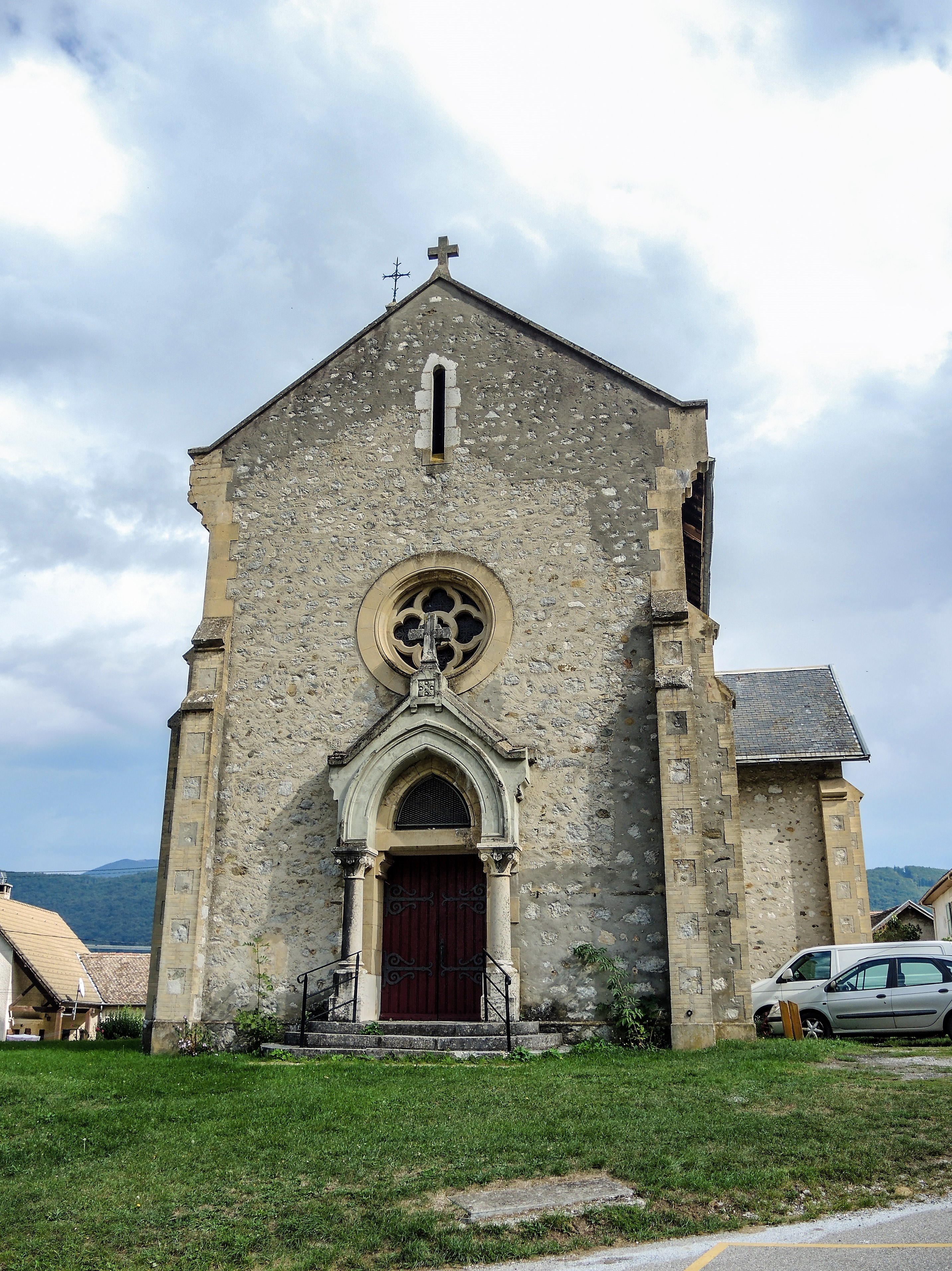
Église Saint-Barthélémy.
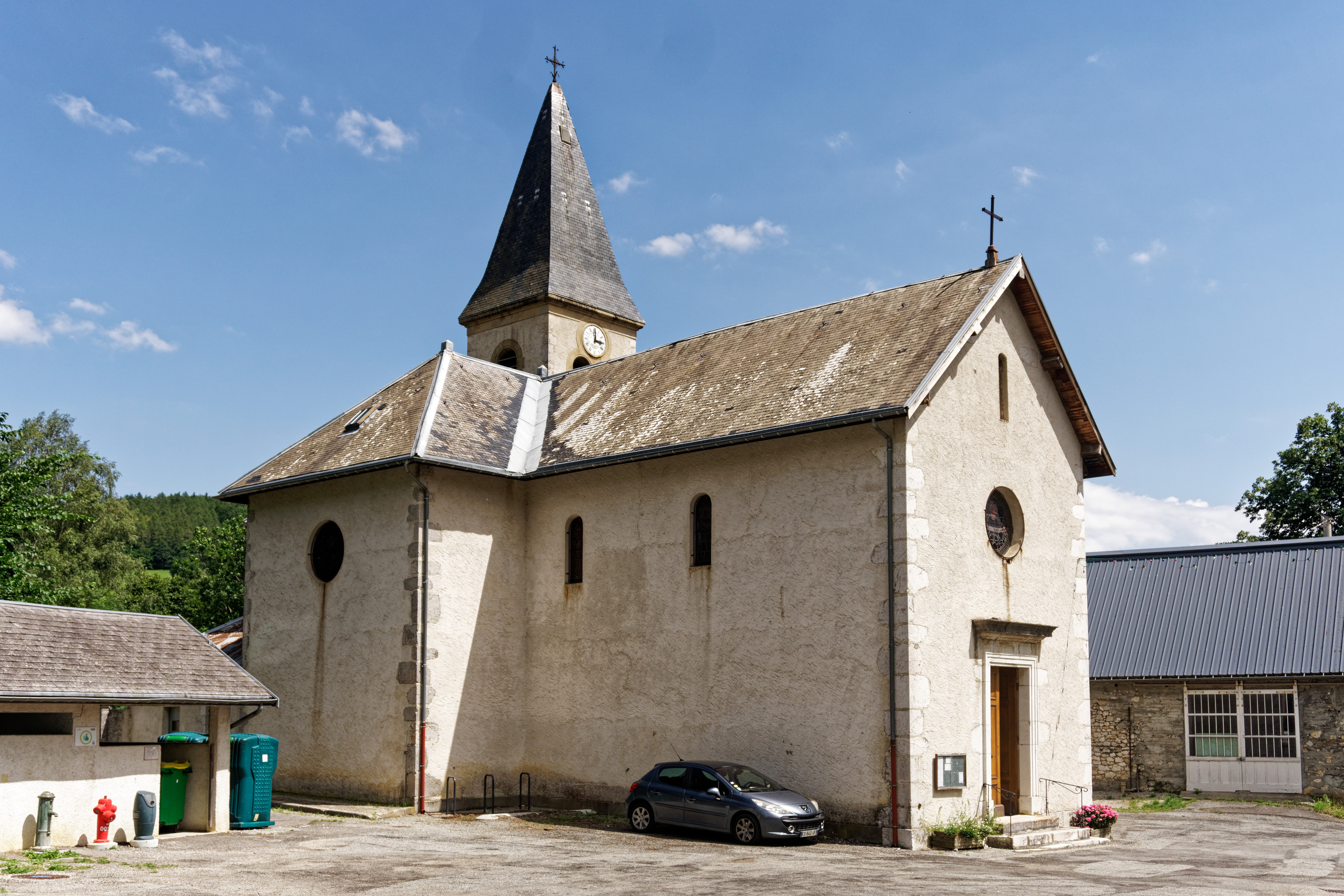
Église Saint-André de Prélenfrey.

#### Patrimoine civil

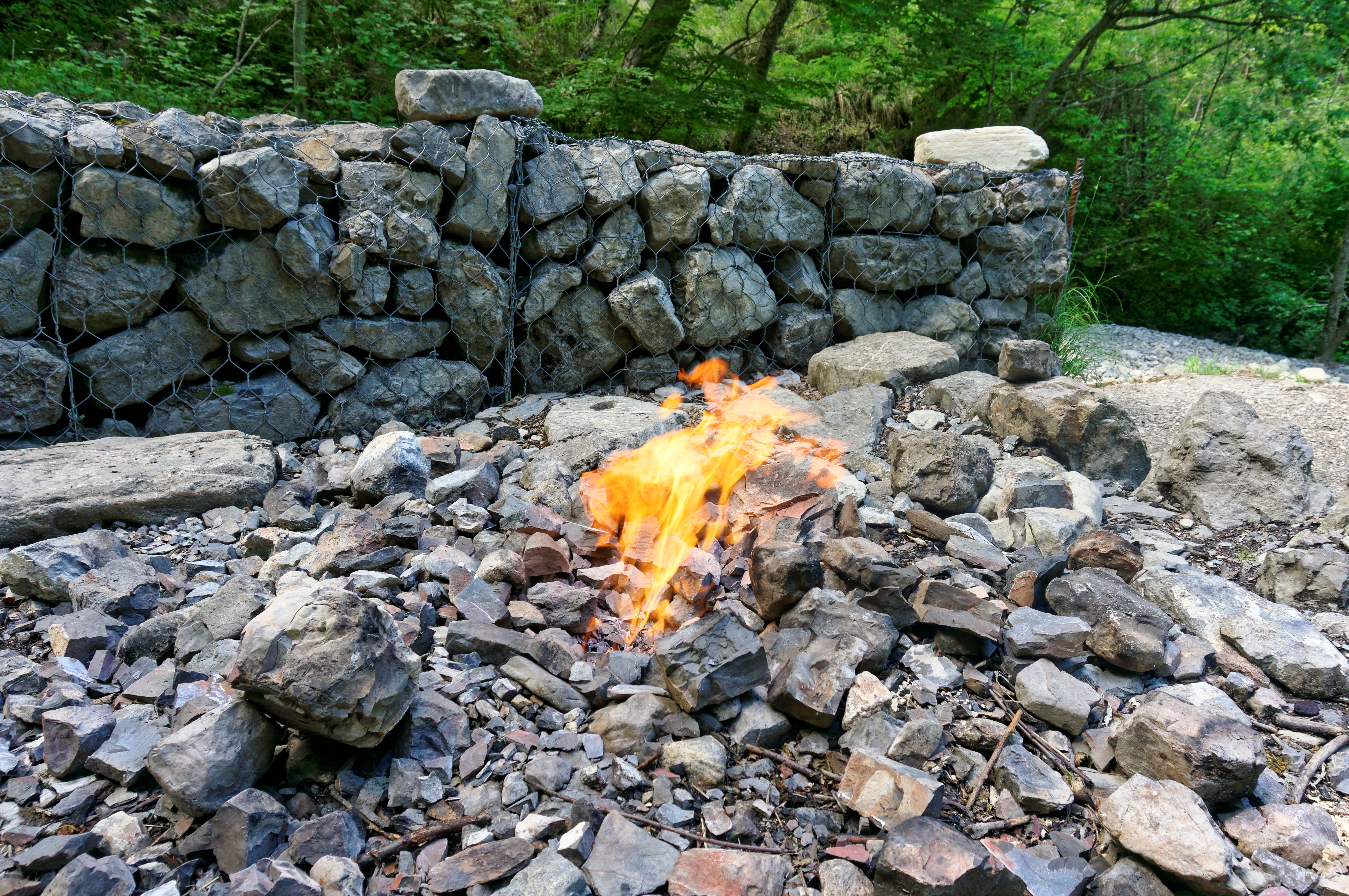
La fontaine ardente du Gua.

- La Fontaine ardente, une source naturelle de gaz, considérée comme une des sept merveilles du Dauphiné, se trouve sur la commune du Gua, au lieudit de Bayanne, à proximité du hameau de la Pierre et non loin du village de Saint-Barthélémy.
- Maison forte du Grouin ; ruine[31]
- motte castrale du Châtelard, du XIe siècle[31]
- Château fort de Gua, sur motte, du XIe siècle[31]
- Maison forte de Saint-Barthélemy, du XIIIe siècle, ruinée[31]
- Maison forte du Molard de Champrond, du XIIIe siècle[31]
- Manoir de la Ferrière, de la fin du XVIIe siècle[31]
- vestiges d'archéologie industrielle, liées à l'exploitation du ciment artificiel[31]
- La grotte des Deux-Sœurs, située au pied des falaises du Vercors, qui fait partie du Réseau du Clot d'Aspres.

### Patrimoine naturel
- Le Tichodrome, association française de protection de la faune sauvage.

### Personnalités liées à la commune
- M. André Guidi, qui a reçu la médaille des « Justes parmi les nations ».
- Jean Foillard (1918-1944), personnalité du scoutisme et résistant, fusillé avec Léon Jail le 23 juillet 1944 à Saint Barthelémy du Gua.
- Lionel Terray (1921-1965), brillant alpiniste grenoblois. Le 19 septembre 1965, il chute sur les arêtes du Gerbier. La balade du périmètre permet au randonneur de se rendre au pied de la voie qui lui a coûté la vie.

### Héraldique
| Blason de Gua (Le) | Blason  | Mantelé : d'or au dauphin d'azur crêté, barbé, loré et peautré de gueules, adextré du logo du parc naturel régional du Vercors, et d'azur à la montagne au naturel. |
| Blason de Gua (Le) | Détails | Le statut officiel du blason reste à déterminer. |